# Puerto de Buenaventura
El puerto de Buenaventura es el más importante puerto de Colombia, y uno de los 10 puertos más importantes de América Latina.  En el 2018, el movimiento portuario en el Puerto de Buenaventura fue de 1,369,139 TEU ubicándose en el puesto 12 en la lista de actividad portuaria de América Latina y el Caribe.En el año 2022, la zona portuaria de Buenaventura aportó la mayor participación de todos los demás puertos, registrando 19,7 millones de toneladas de exportaciones, carga importada, cabotaje y transbordo. El puerto se ha enfocado en la movilización de mercancías no minero energéticas, al contrario que la región Caribe. 

## Ubicación
El puerto está ubicado en Buenaventura, Valle del Cauca, en la costa pacífica colombiana. Se encuentra cerca del Canal de Panamá, en el centro del mundo, cerca de las rutas marítimas que atraviesan de norte a sur y oriente a occidente. Las condiciones geográficas le permiten ser un puerto concentrado y de transbordo, optimizando el uso de barcos de gran porte.

## Tráfico y Regalías
El puerto hace parte del transporte marítimo el cual cuenta con una participación del 80% de las mercancías que se comercializan en todo el mundo.El puerto de Buenaventura específicamente mueve el 60% del total de mercancía que entra y sale de Colombia. Durante 2017, el puerto de Buenaventura movilizó 1 millón de contenedores por primera vez, convirtiéndose en uno de los 10 puertos más importantes de América Latina.
En cuanto a transporte en toneladas, movilizó 4.054.160 toneladas en el segundo trimestre de 2017, un crecimiento de 46% frente al mismo trimestre de 2016. Una de las razones es el aumento de productos refrigerados que pasó de 700 a 6000 contenedores refrigerados mensuales. Su canal de acceso tiene una longitud de 31.5 km y una profundidad de 13.5 m con marea baja.

## Críticas
Mientras el puerto de Buenaventura muestra crecimiento desbordado, y a pesar de que el Estado colombiano recauda a través de la DIAN más de 5 billones de pesos colombianos por año (más de $1.200 millones de dólares estadounidenses), la población de Buenaventura sufre una de las peores condiciones de pobreza de Colombia: 80% en condición de pobreza, y 41% del total en condición de miseria, % según el DANE. El 60% de la población solo tiene agua ocho horas cada dos días. El 40% de los ciudadanos no tiene servicio de alcantarillado. El desempleo supera el 65%. Se acusa que detrás de esto existen consideraciones racistas, considerando que casi el 90% de la población del puerto y la ciudad es de raza negra.
Adicionalmente, la protección de los ecosistemas alrededor de los puertos es el mayor desafío de sostenibilidad actual para la industria del transporte marítimo. Lo anterior se debe a que son numerosos los impactos ambientales que deja este tipo de transporte. Entre las principales consecuencias, se destaca la dispersión de material en partículas muy finas a través de emisiones y en la carga y descarga; el derrame de combustibles que son producto de la destilación de petróleo y otros combustibles, como también la liberación de aguas residuales (aguas grises y aguas negras); el agua de lastre también es un contaminante del transporte marítimo, que es utilizada para estabilizar los barcos durante su trayecto, sin embargo, cuando se desecha esa agua en el puerto de llegada, puede significar la transferencia indeseada de sedimentos, patógenos y químicos; los residuos generados (aceites, sustancias químicas y basura sólida); los residuos de dragado para mantener los canales activos de navegación también son un precursor contaminante; las emisiones atmosféricas como gases de efecto invernadero que deja este tipo de transporte y la pérdida de biodiversidad directa e indirectamente de los ecosistemas marinos y las especies que habitan en estos.